# Ambatoiella
Genre
Ambatoiella est un genre d'opilions laniatores de la famille des Cosmetidae.

## Distribution
Les espèces de ce genre sont endémiques d'Équateur.

## Liste des espèces
Selon World Catalogue of Opiliones (16/07/2021) :
- Ambatoiella sexpunctata (Roewer, 1914)
- Ambatoiella vigilans Mello-Leitão, 1943

## Publication originale
- Mello-Leitão, 1943 : « Arácnidos recogidos en el Ecuador y el Perú por la Señora H. E. Frizell Don. » Comunicaciones zoologicas del Museo de Historia natural de Montevideo, vol. 1, p. 1–8.